# І всесвітній конгрес есперантистів

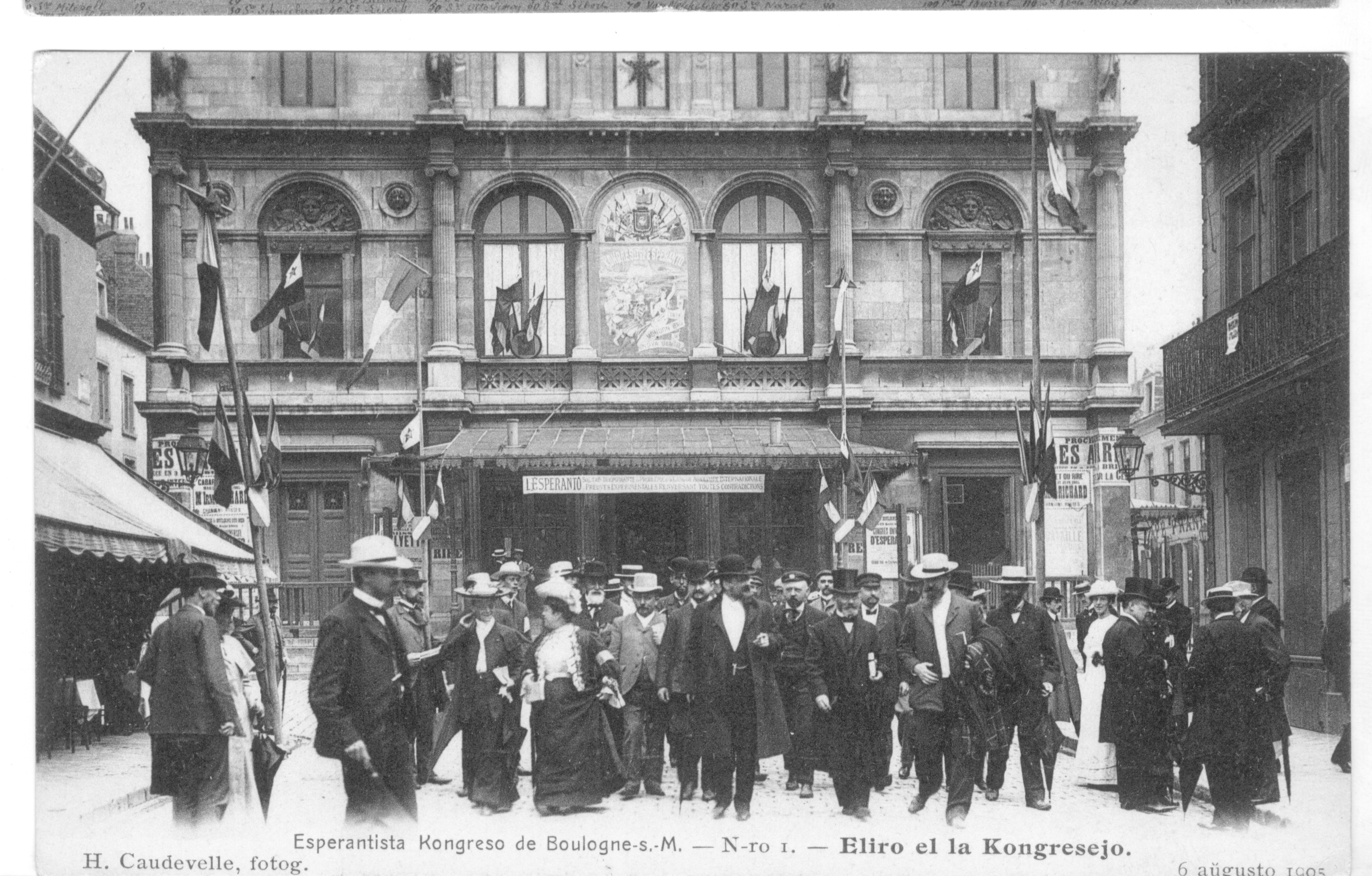
Учасники конгресу виходять із зали засідань

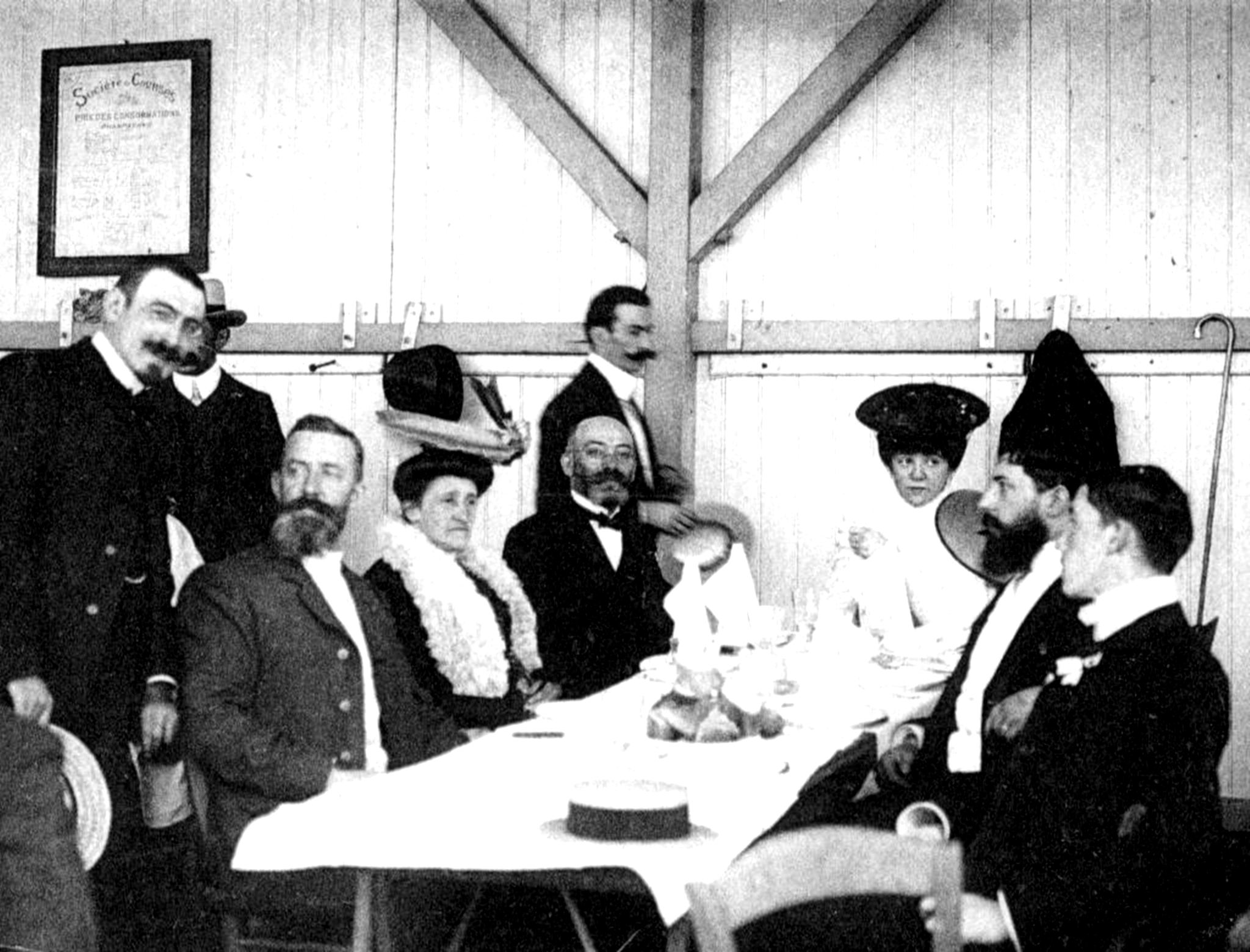
А. Мішо (перший сидить ліворуч) і Л. Заменгоф (останній сидить ліворуч)

I всесвітній конгрес есперантистів — міжнародна конференція есперантистів 1905 року, яка відбулася у французькому місті Булонь-сюр-Мер і започаткувала щорічні проведення конгресів учасників міжнародного есперанто-руху (есп. Universala Kongreso).

## Підготовка та хід конгресу
Конгрес став першою міжнародною конференцією есперантистів такого масштабу, оскільки в ньому взяло участь 688 есперантистів із 20 країн світу (в 1904 році була організована конференція в Кале, в якій взяли участь есперантисти Франції та Великої Британії, і вона виявилася настільки успішною, що її учасники прийняли рішення провести в 1905 році зустріч у ширшому масштабі).
Ініціатором проведення 1-го конгресу в Булонь-сюр-Мер був адвокат, керівник гуртка есперантистів цього міста Альфред Мішо, організаційний комітет конгресу очолював Еміль Буарак. В ході підготовки виникали побоювання, що через російсько-японську війну автор есперанто Людвік Заменгоф, як підданий Російської імперії, не зможе особисто взяти участь у заході.
Уже в 1904 році на сторінках головного друкованого органу есперантистів — газети Lingvo Internacia («Міжнародна мова»), де свої статті публікували Л. Заменгоф, О. Капе, Ш. Бурле, Г. Мош, розпочалося обговорення питань порядку денного майбутнього конгресу. У липні 1905 року в Lingvo Internacia був також опублікований проект Булонської декларації, згодом затвердженої на конгресі. У дні, що передували цій визначній події, подружжя Заменгоф разом з іншими учасниками заходу відвідали Париж, де провели зустрічі зі студентами Сорбонни і були присутні на врученні премій найобдарованішим із них.
Конгрес проходив з 7 по 12 серпня 1905 року і включав в себе як офіційні засідання та обговорення ключових питань розвитку мови есперанто і есперанто-руху, так і широку культурну програму.
Головні рішення, які були прийняті на конгресі:
- прийняття Булонської декларації про основоположні принципи всесвітнього руху есперантистів;
- затвердження «Основ есперанто» — свого роду «недоторканного базису» мови;
- заснування «Мовного Комітету» (есп. Lingva Komitato) — попередника Академії есперанто[1];
- також було затверджено один із символів есперанто-руху — прапор;
- проте, учасники конгресу не змогли прийти до єдиної думки з питання створення міжнародної організації есперантистів, тому вирішення цього питання було відкладено.

Культурна програма конгресу включала в себе перегляд п'єс на есперанто, серед яких були — «Одруження мимоволі» Мольєра і «Гамлет» В. Шекспіра, а також костюмований бал учасників заходу, національні танці.
Людвік Заменгоф у своєму заключному виступі на конгресі прочитав власну поему «Молитва під зеленим прапором» (есп. Preĝo sub la verda standardo), яка в поетичній формі відображала дух всесвітнього руху есперантистів. Овації, яких був удостоєний Заменгоф після декламації «Молитви», вразила керівників французького есперанто-руху, оскільки вони не передбачали, що на конгресі буде панувати майже релігійна атмосфера.